# Trace des Contrebandiers
La trace des Contrebandiers est un sentier de randonnée de 6,5 km situé en Guadeloupe sur l'île de Basse-Terre sur le territoire de la commune de Sainte-Rose.

## Description
Sentier historique, elle représente la piste utilisée au XIXe siècle par les contrebandiers pour transporter clandestinement du rhum et du tabac sur la côté caraïbe de l'île.
Le départ de la randonnée est route Duportail à 10 km au sud-est de Sainte-Rose par la Nationale 2. Elle aboutit au sanctuaire de Notre-Dame des Larmes.
Elle passe successivement par les sites suivants : 
- Ravine Déjeuner
- Ravine Sèche
- Ravine la Corde
- Barre de l'île
- Ravine Écrevisse
- Rivière Baraguet
- Chapelle de Notre-Dame des Larmes
- Monastère Saint-Joseph
- Sanctuaire de Notre-Dame des Larmes

## Botanique
Parmi la diversité de végétation, se distinguent les mahoganys, le Philodendron giganteum et les palétuviers.

## Galerie

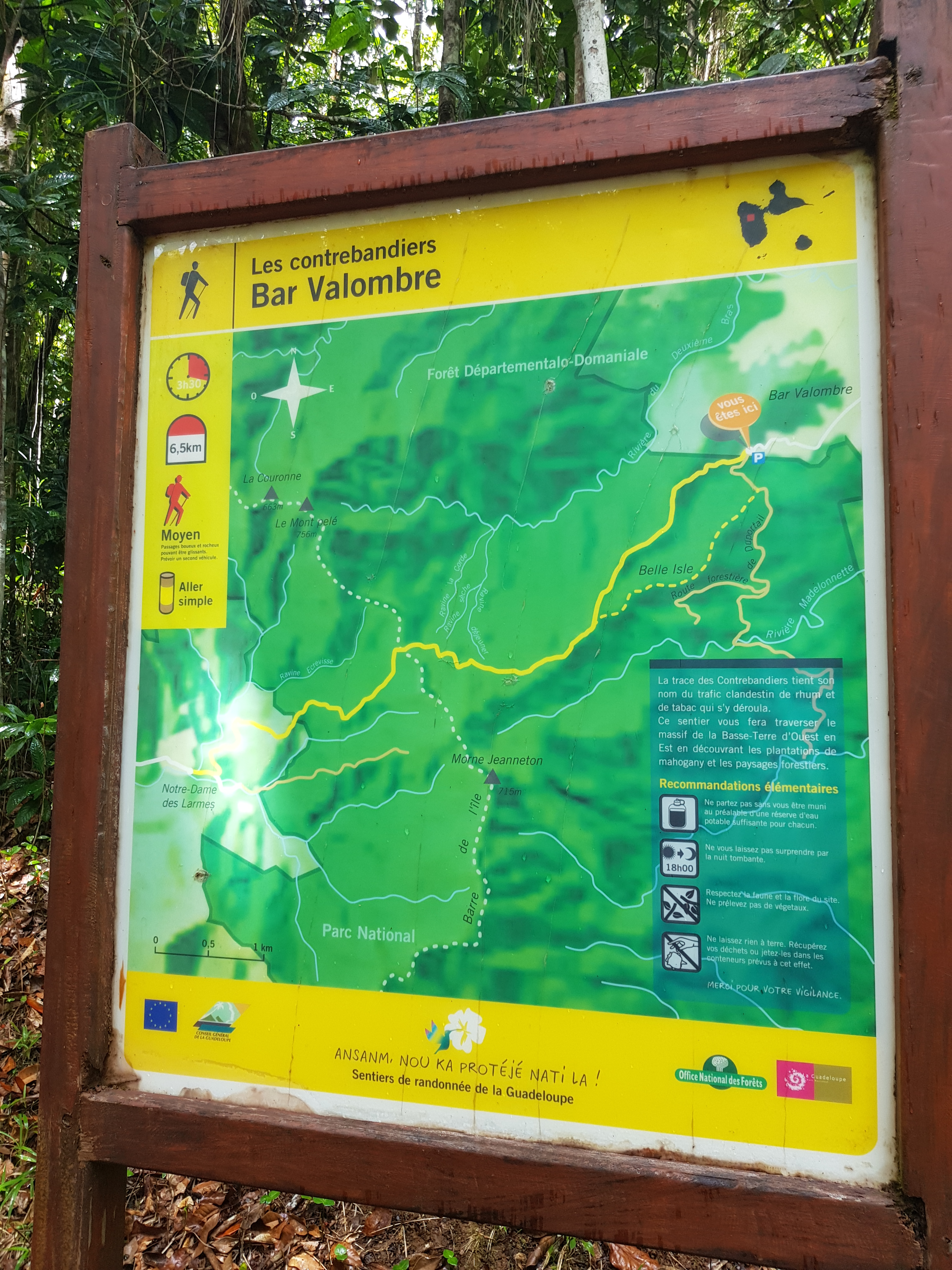
Trace des Contrebandiers (le parcours)
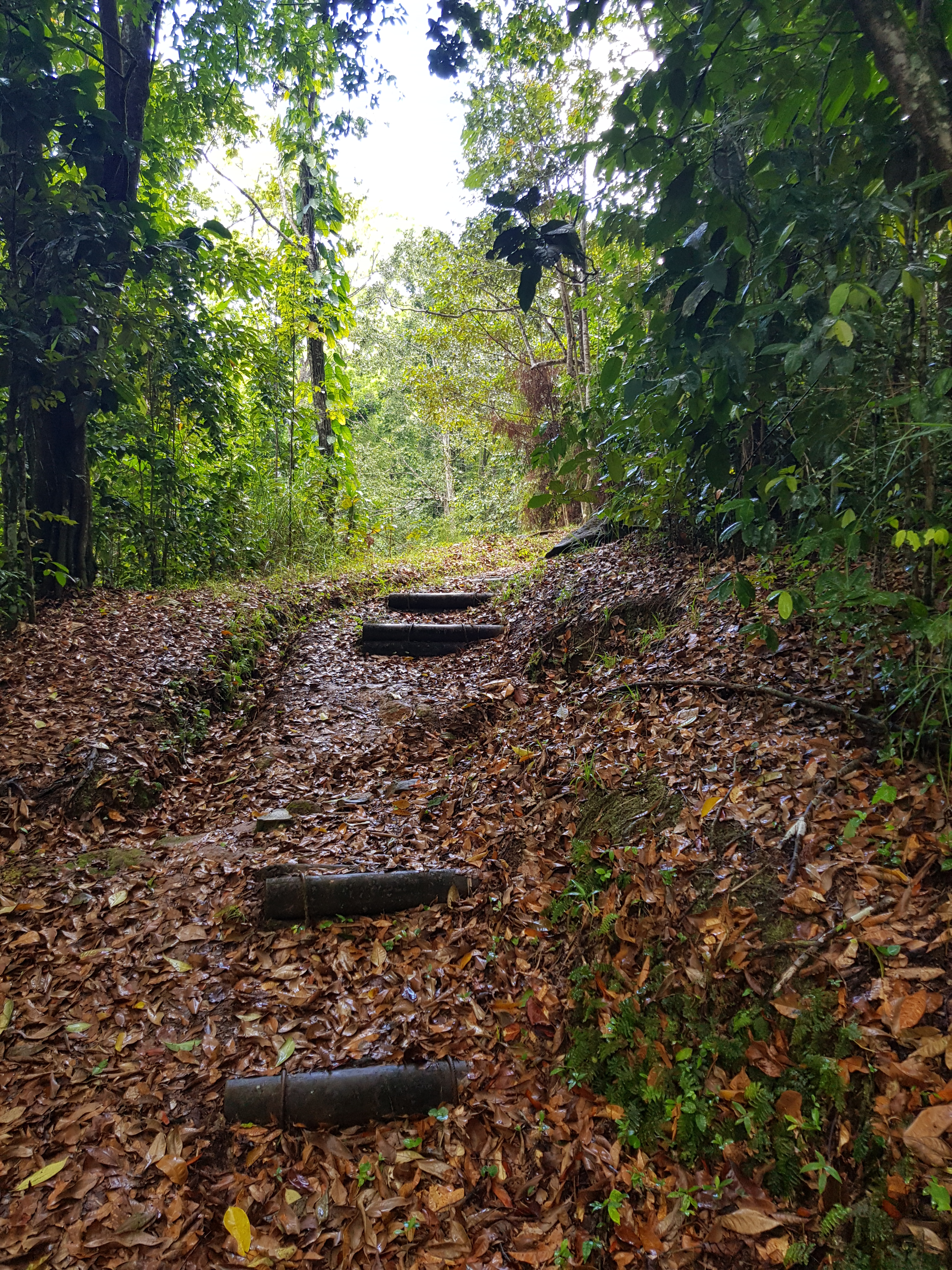
Trace des Contrebandiers, peu après le départ
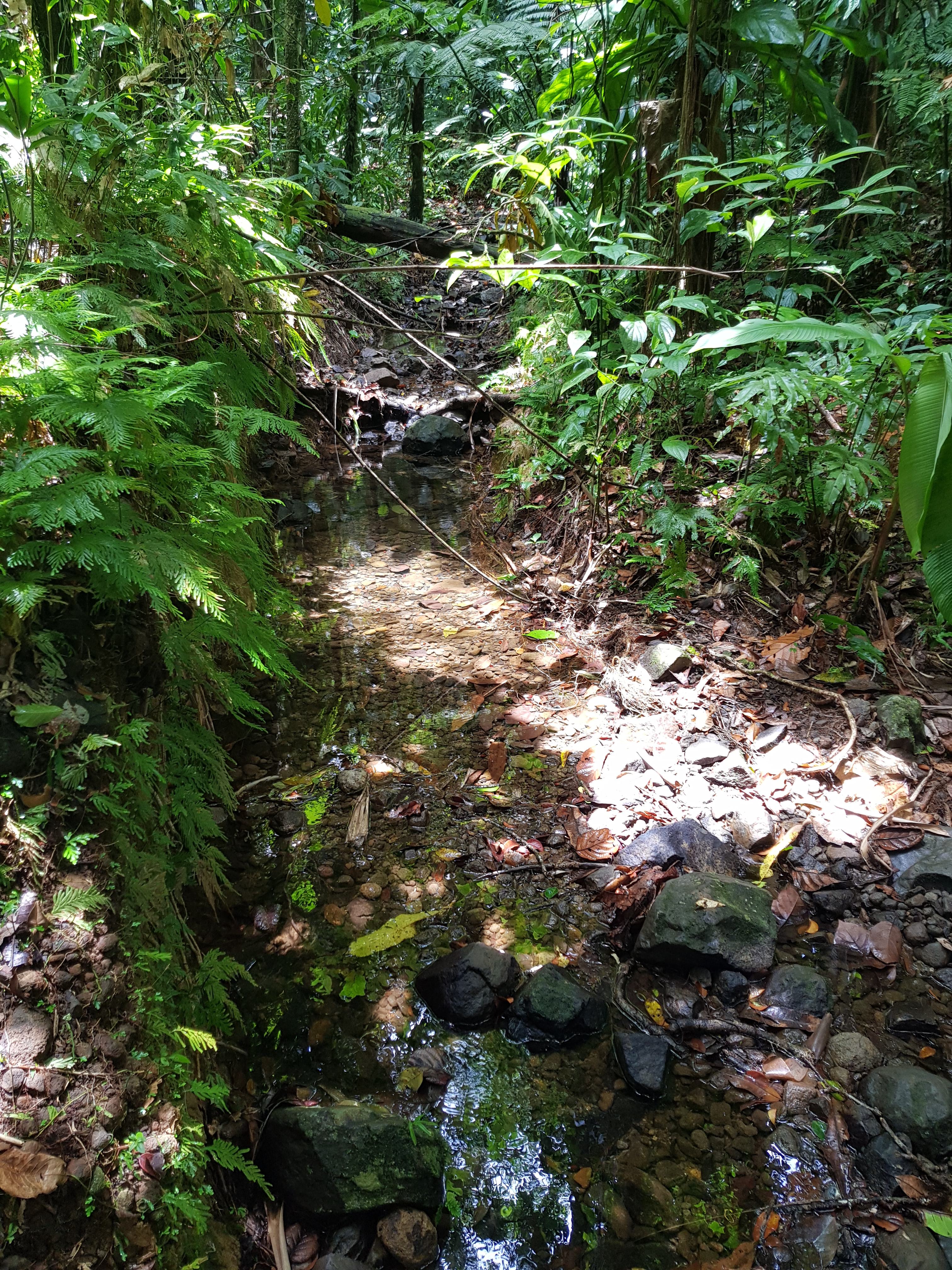
Ravine Déjeuner
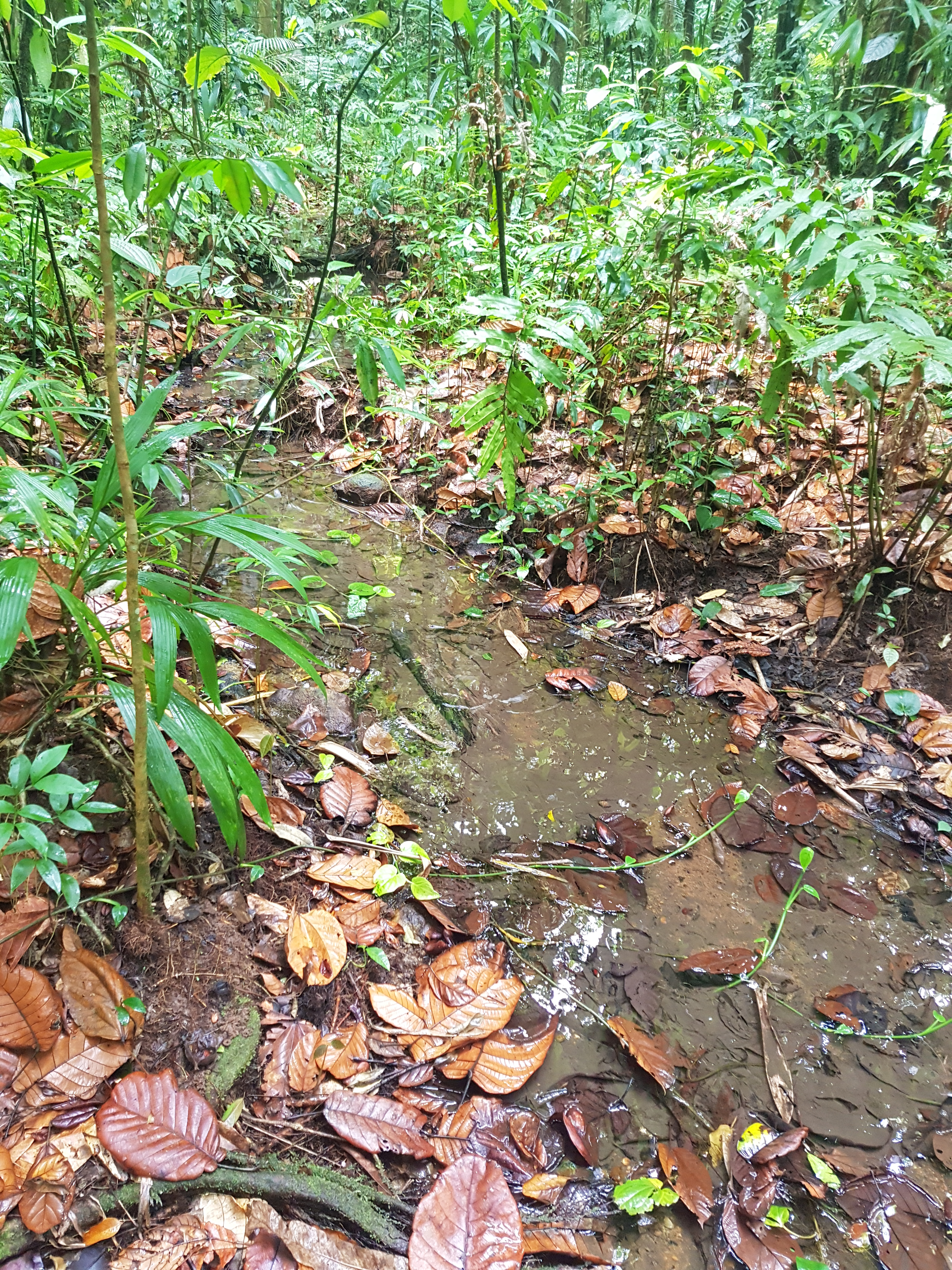
Ravine Sèche
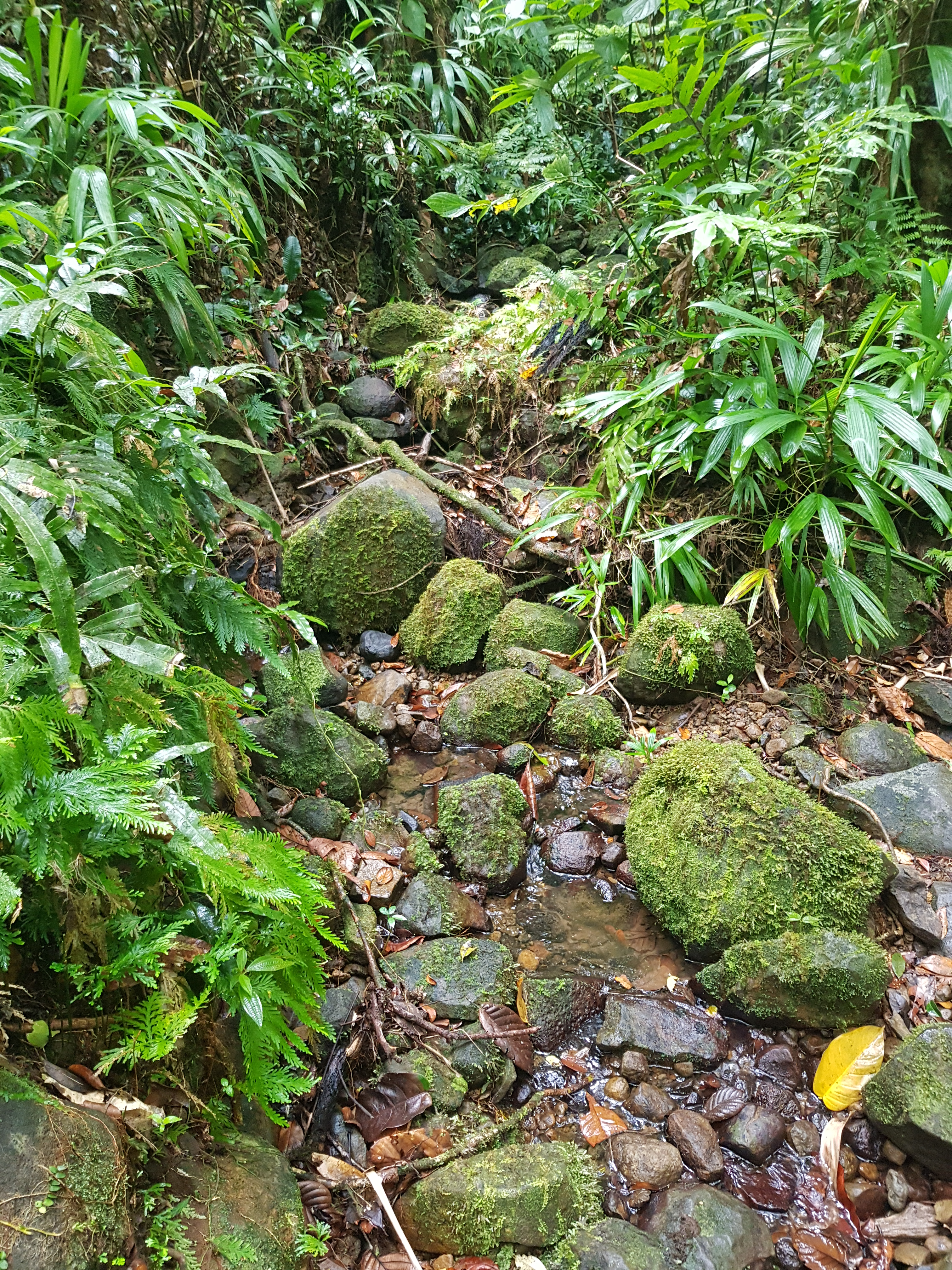
Ravine La Corde
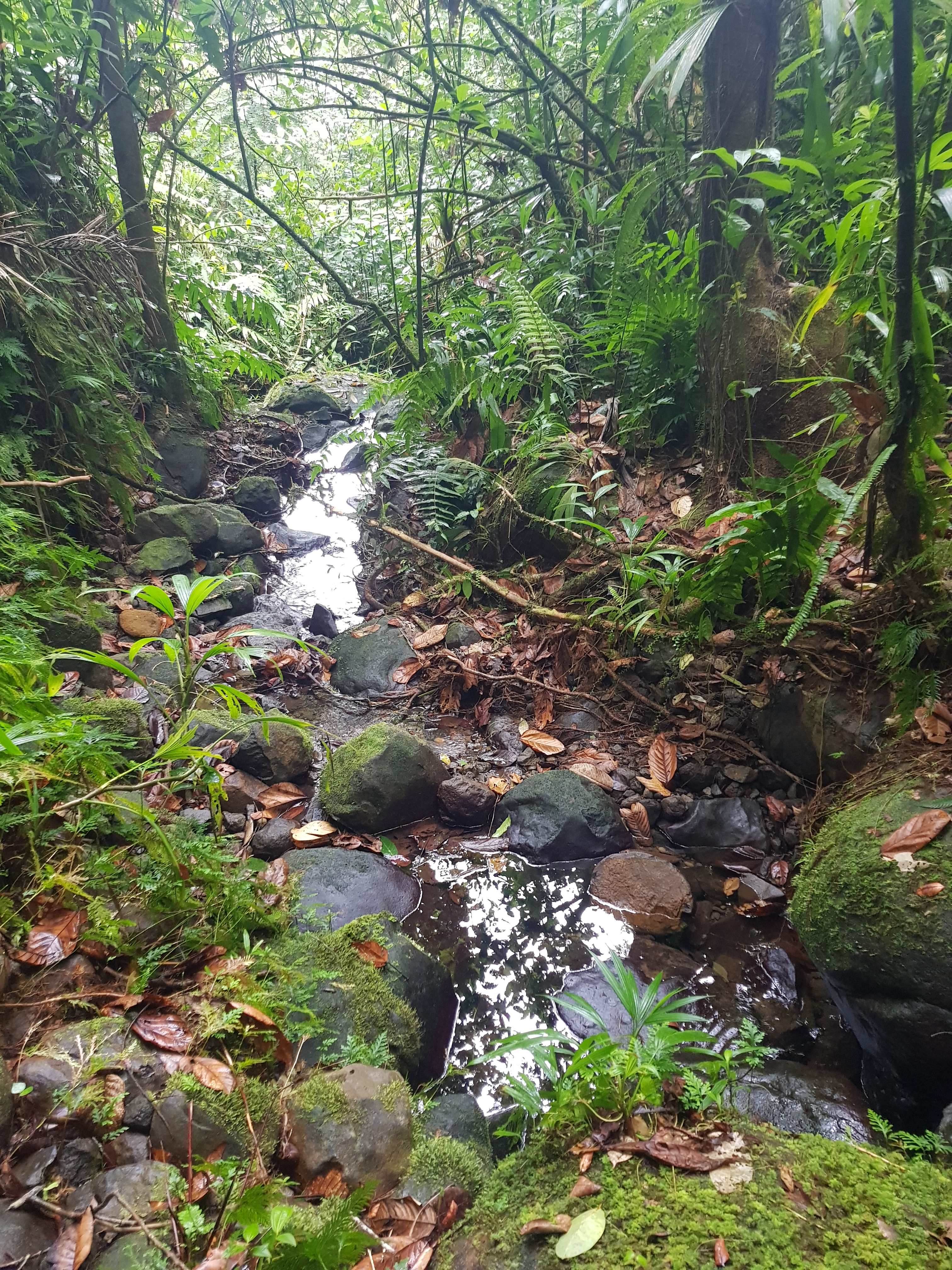
Ravine Écrevisse
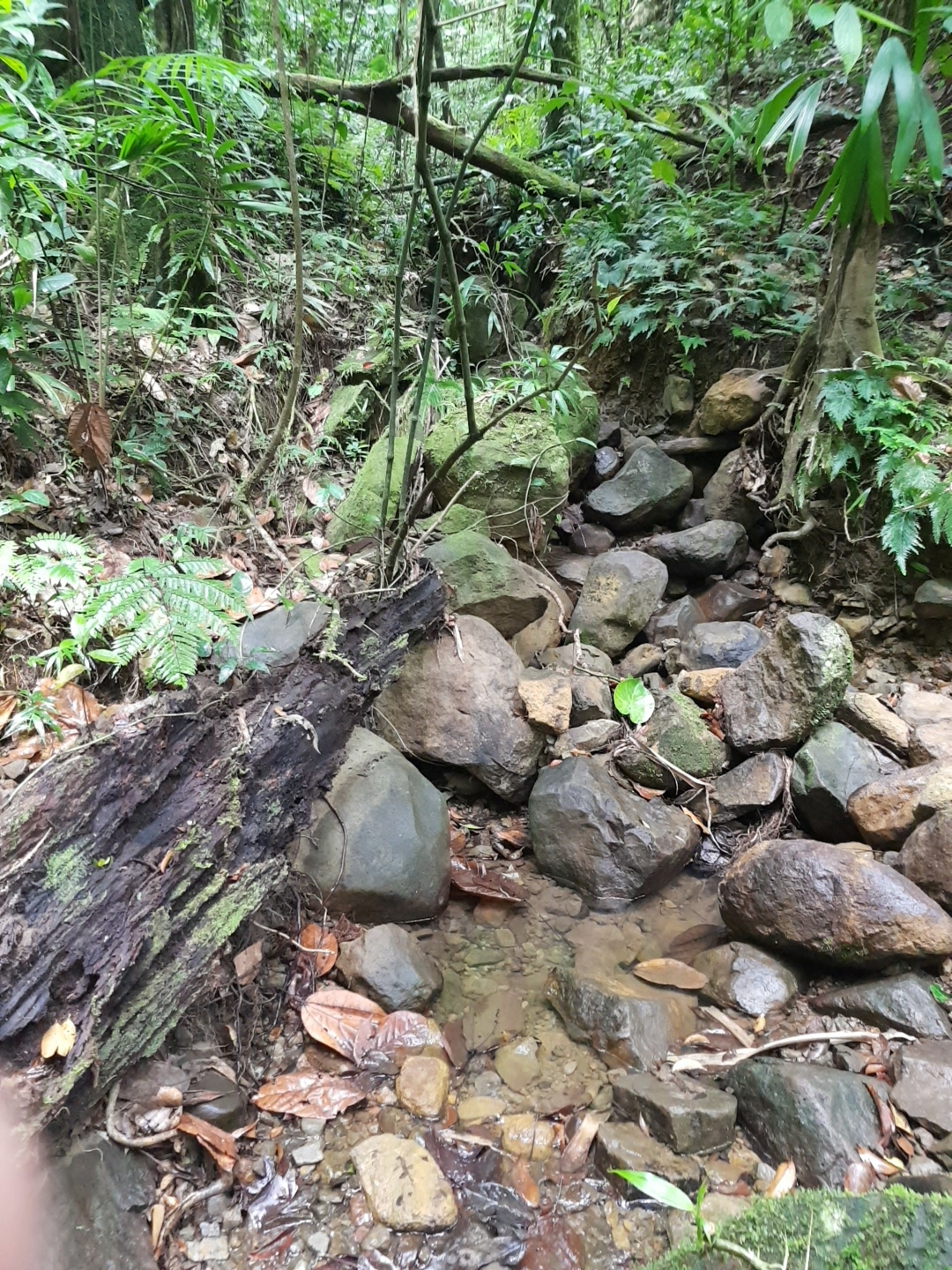
Rivière Baraguet
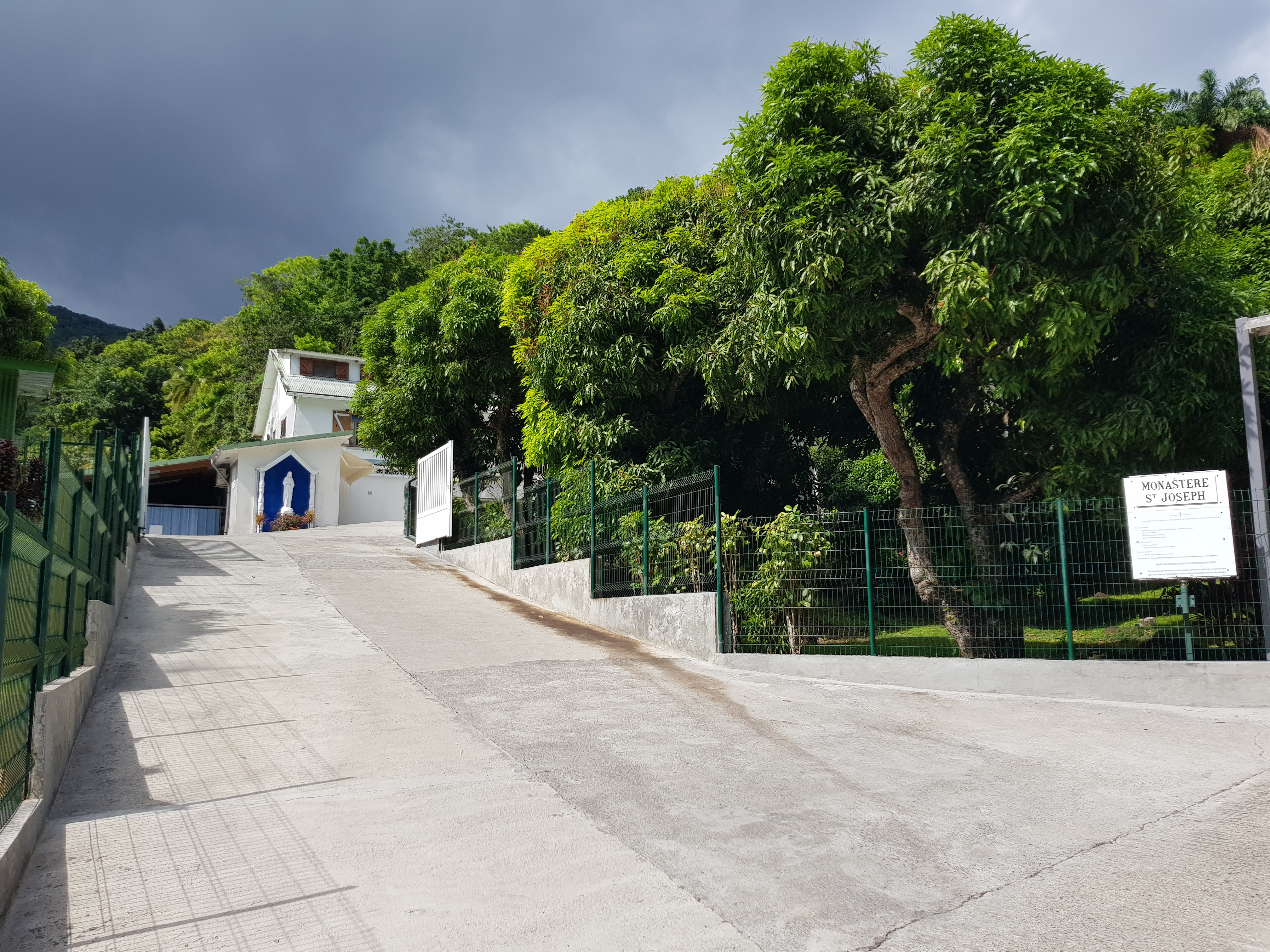
Entrée du monastère Saint-Joseph
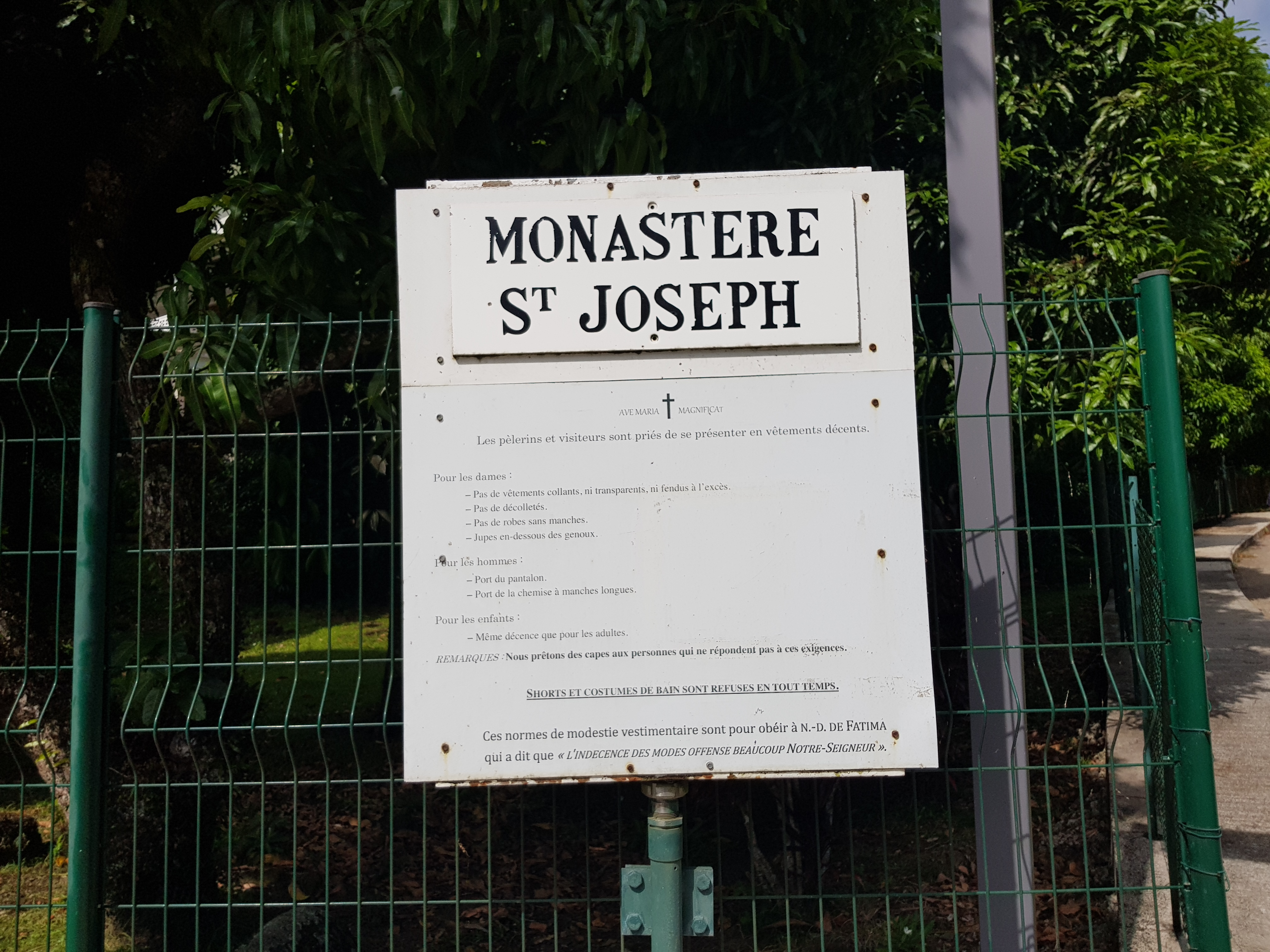
Monastère Saint-Joseph
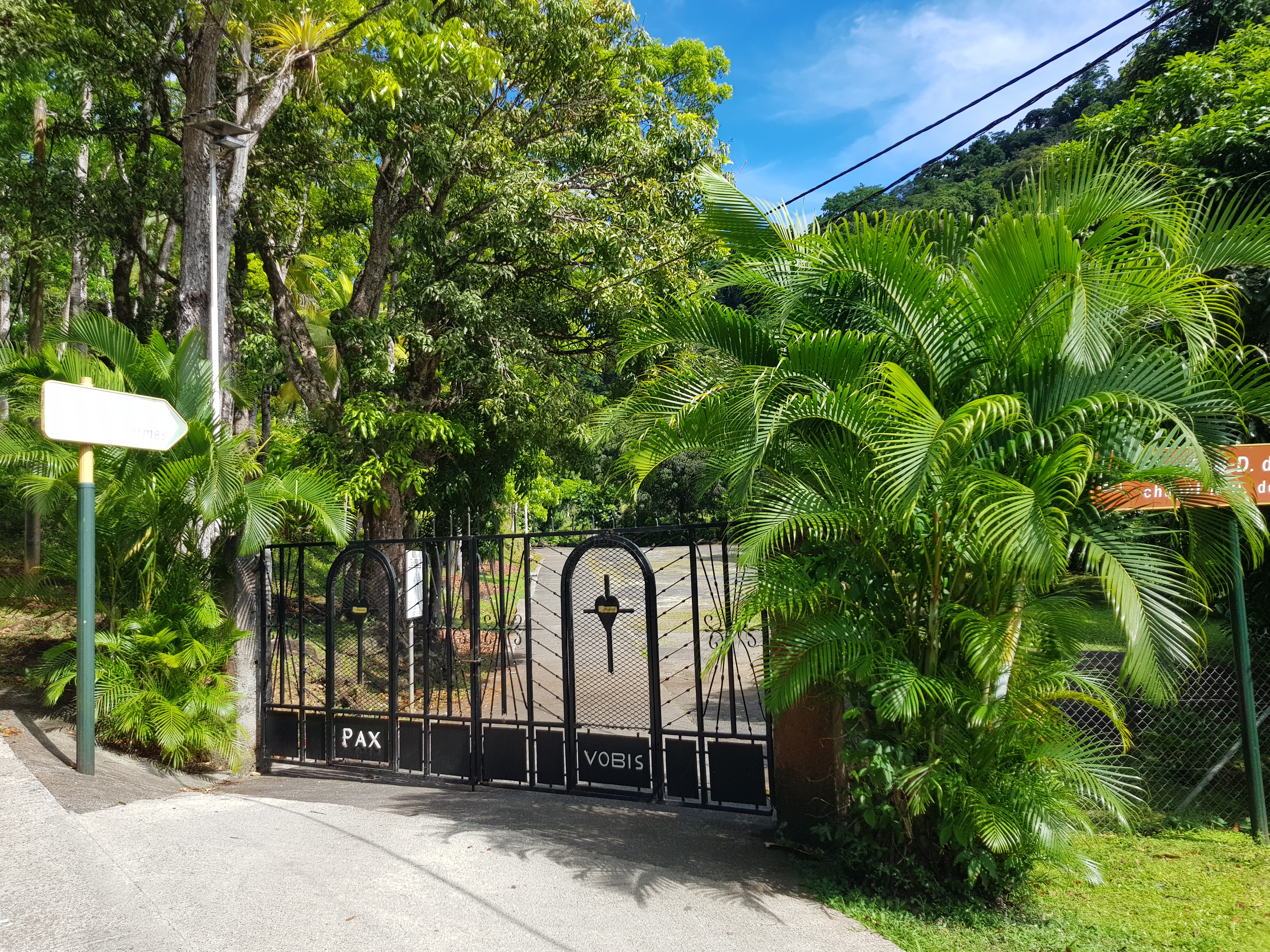
Entrée de la chapelle Notre-Dame des Larmes et de son chemin de croix
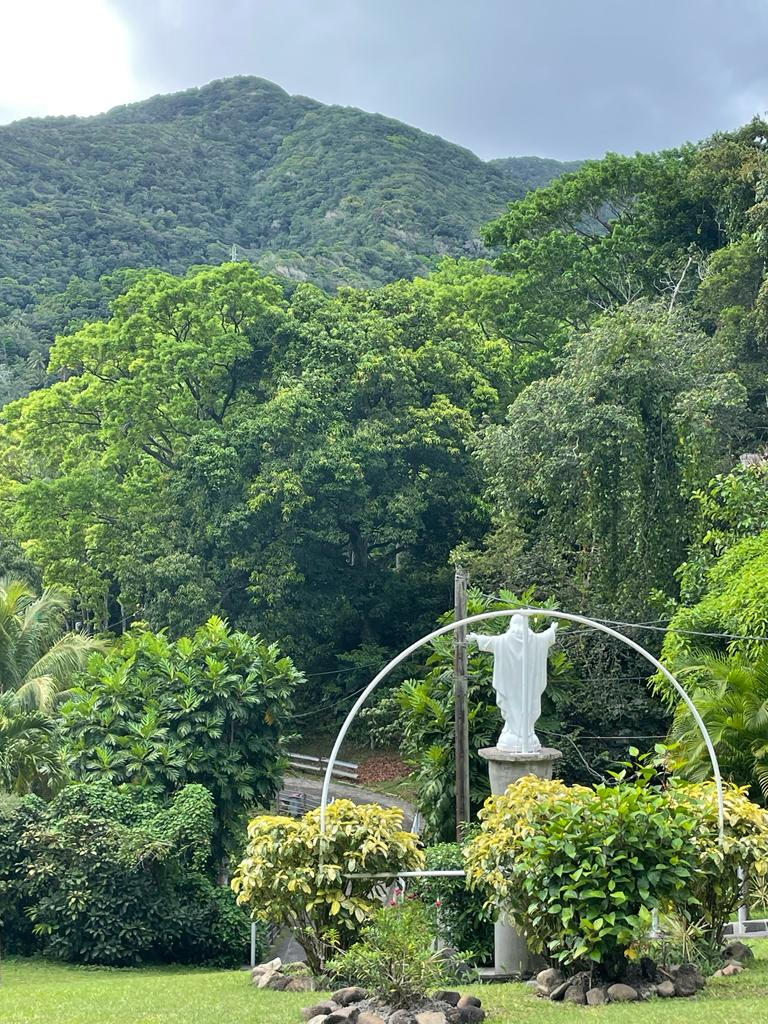
Entrée de la chapelle Notre-Dame des Larmes